# Rekordy Ameryki Południowej w lekkoatletyce
Rekordy Ameryki Południowej w lekkoatletyce − rekordy Ameryki Południowej w konkurencjach lekkoatletycznych.

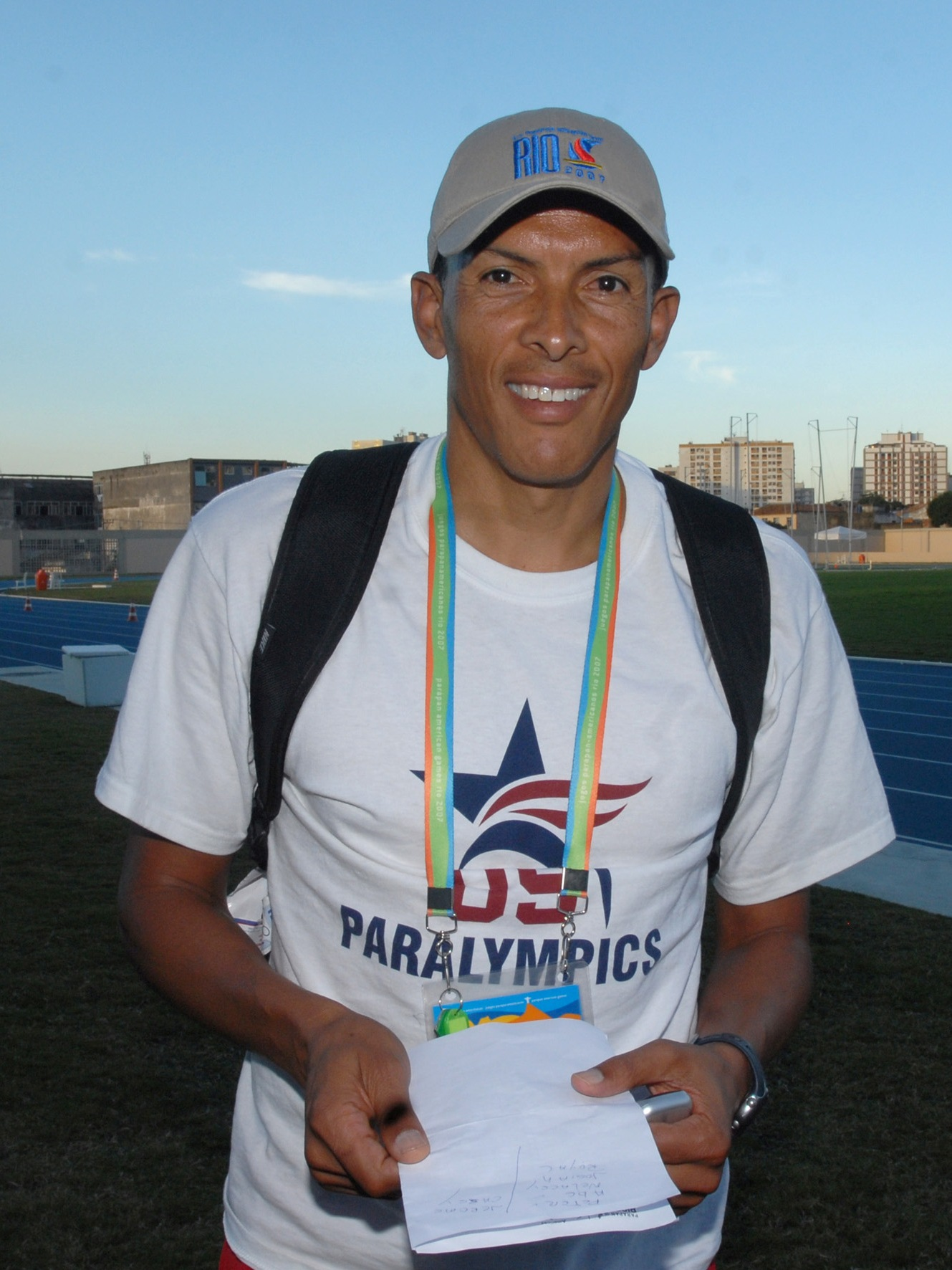
Rekordzista w biegach na 800 i 1000 metrów – Joaquim Cruz

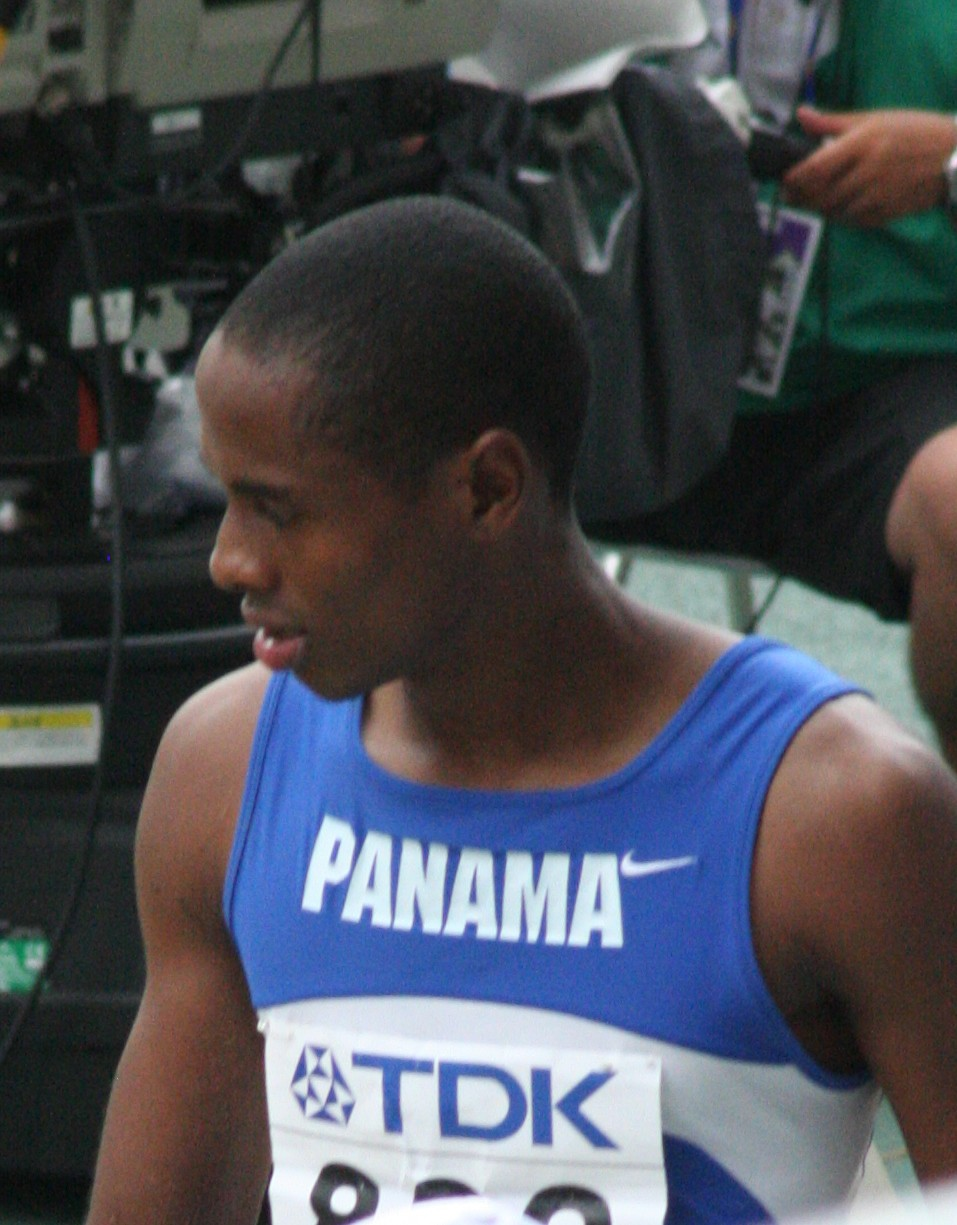
Panamczyk Irving Saladino podczas mistrzostw świata w Osace (2007)

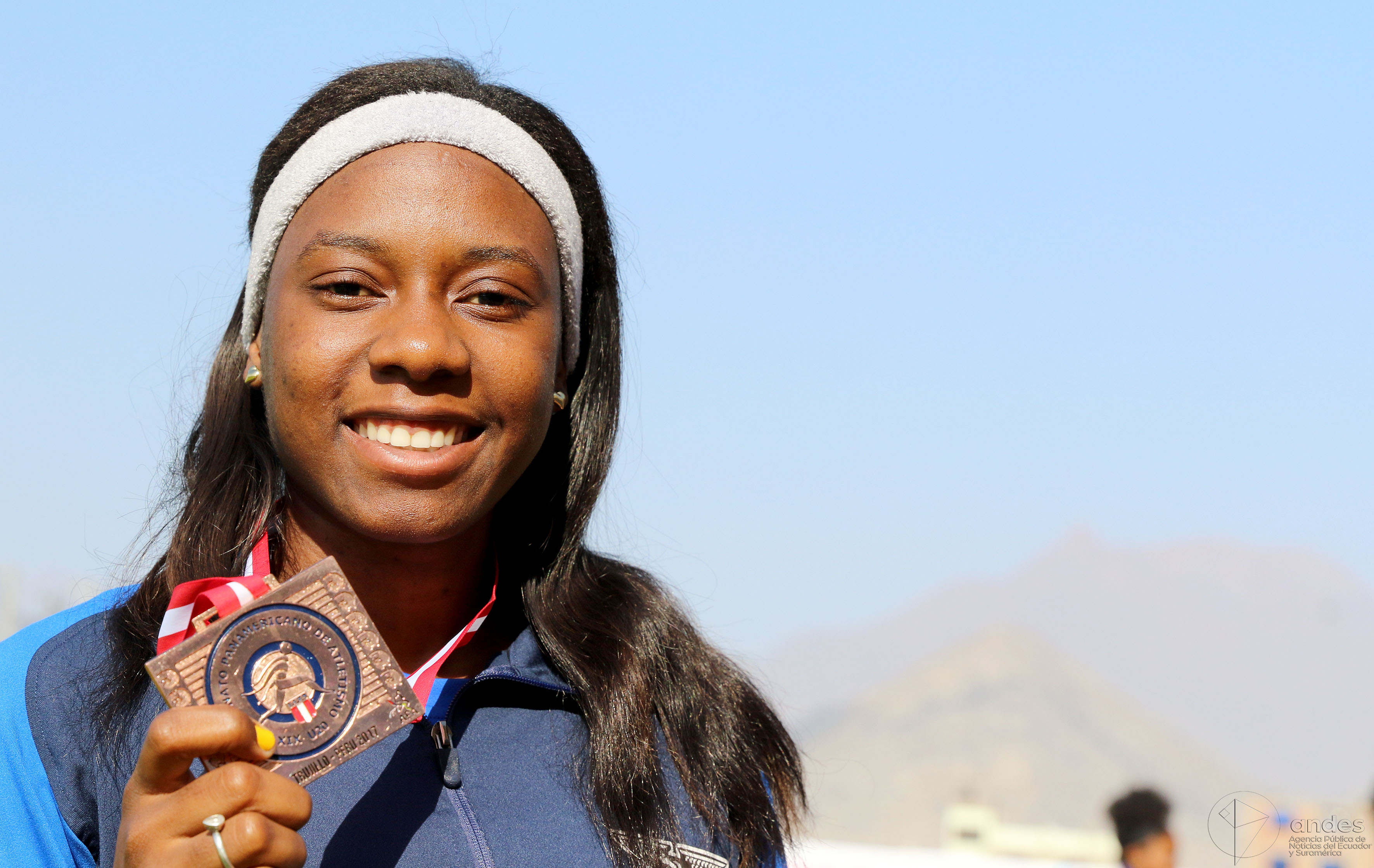
Rekordzistka w biegu na 100 metrów przez płotki oraz w skoku w dal – Maribel Caicedo

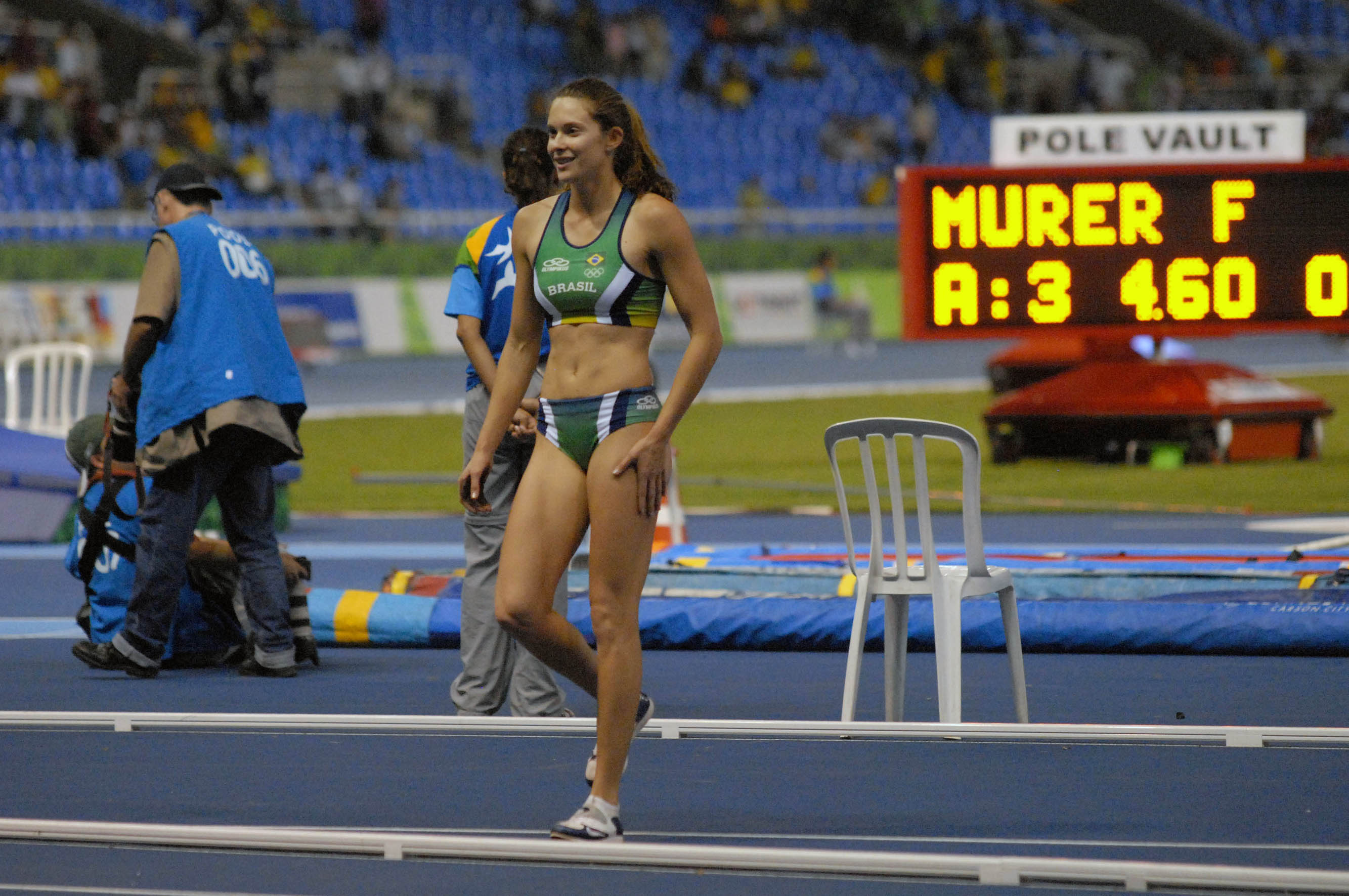
Rekordzistka Ameryki Południowej w skoku o tyczce – Fabiana Murer

## Mężczyźni
| Konkurencja                   | Rezultat   | Zawodnik                                                                                                 | Miejsce uzyskania     | Data                 |
| ----------------------------- | ---------- | --- | --------------------- | -------------------- |
| bieg na 100 m                 | 9,93       | Erik Cardoso                                                                                             | São Paulo             | 31 lipca 2025        |
| bieg na 200 m                 | 19,81      | Alonso Edward                                                                                            | Berlin                | 20 sierpnia 2009     |
| bieg na 200 m                 | 19,87      | Álex Quiñónez                                                                                            | Lozanna               | 5 lipca 2019         |
| bieg na 400 m                 | 43,93      | Anthony Zambrano                                                                                         | Tokio                 | 2 sierpnia 2021      |
| bieg na 800 m                 | 1:41,77    | Joaquim Cruz                                                                                             | Kolonia               | 26 sierpnia 1984     |
| bieg na 1000 m                | 2:14,09    | Joaquim Cruz                                                                                             | Nicea                 | 20 sierpnia 1984     |
| bieg na 1500 m                | 3:33,25    | Hudson de Souza                                                                                          | Rieti                 | 28 sierpnia 2005     |
| bieg na milę                  | 3:51,05    | Hudson de Souza                                                                                          | Oslo                  | 29 lipca 2005        |
| bieg na 2000 m                | 5:03,34    | Hudson de Souza                                                                                          | Manaus                | 6 kwietnia 2002      |
| bieg na 3000 m                | 7:37,15    | Santiago Catrofe                                                                                         | Zagrzeb               | 10 września 2023     |
| bieg na 5000 m                | 12:59,26   | Santiago Catrofe                                                                                         | Paryż                 | 20 czerwca 2025      |
| bieg na 5 km                  | 12:57      | Santiago Catrofe                                                                                         | Lille                 | 16 marca 2025        |
| bieg na 10 000 m              | 27:28,12   | Marilson dos Santos                                                                                      | Neerpelt              | 2 czerwca 2007       |
| bieg na 10 km                 | 27:16      | Santiago Catrofe                                                                                         | Walencja              | 12 stycznia 2025     |
| bieg na 20 000 m              | 1:02:17,8h | Elói Schleder                                                                                            | São Paulo             | 27 listopada 1976    |
| bieg godzinny                 | 20,129 km  | Víctor Mora                                                                                              | Essen                 | 15 sierpnia 1973     |
| półmaraton                    | 59:33      | Marilson dos Santos                                                                                      | Udine                 | 14 października 2007 |
| maraton                       | 2:04:51    | Daniel do Nascimento                                                                                     | Seul                  | 17 kwietnia 2022     |
| bieg na 100 km                | 6:18:09    | Valmir Nunes                                                                                             | Winschoten            | 16 września 1995     |
| bieg na 110 m przez płotki    | 13,17      | Rafael Pereira                                                                                           | Rio de Janeiro        | 23 czerwca 2022      |
| bieg na 400 m przez płotki    | 46,29      | Alison dos Santos                                                                                        | Eugene                | 19 lipca 2022        |
| bieg na 3000 m z przeszkodami | 8:14,41    | Wander do Prado Moura                                                                                    | Mar del Plata         | 22 marca 1995        |
| sztafeta 4 × 100 m            | 37,72      | Brazylia · Rodrigo do Nascimento · Vítor Hugo dos Santos · Derick Silva · Paulo André Camilo de Oliveira | Doha                  | 5 października 2019  |
| sztafeta 4 × 200 m            | 1:24,42    | Gujana · Adam Harris · Winston George · Jeremy Bascom · Stephan James                                    | Filadelfia            | 25 kwietnia 2015     |
| sztafeta 4 × 400 m            | 2:58,56    | Brazylia · Eronilde de Araújo · Cleverson da Silva · Claudinei da Silva · Sanderlei Claro Parrela        | Winnipeg              | 30 lipca 1999        |
| sztafeta 4 × 800 m            | 7:44,1h    | Argentyna (Gimnasia y Esgrima) · Antonio Silio · Marcelo Cascabelo · Luis Álvarez · Eduardo Robles       | Buenos Aires          | 2 grudnia 1987       |
| chód na 20 000 m              | 1:18:37,9h | Caio Bonfim                                                                                              | São Paulo             | 31 lipca 2025        |
| chód na 20 km                 | 1:17:21    | Jefferson Pérez                                                                                          | Paryż                 | 23 sierpnia 2003     |
| chód na 35 km                 | 2:24:34    | Brian Pintado                                                                                            | Budapeszt             | 24 sierpnia 2023     |
| chód na 50 000 m              | 3:57:58,0h | Cláudio Richardson dos Santos                                                                            | Blumenau              | 20 września 2008     |
| chód na 50 km                 | 3:42:57    | Andrés Chocho                                                                                            | Ciudad Juárez         | 6 marca 2016         |
| skok wzwyż                    | 2,33       | Gilmar Mayo                                                                                              | Pereira               | 17 października 1994 |
| skok o tyczce                 | 6,03       | Thiago Braz                                                                                              | Rio de Janeiro        | 15 sierpnia 2016     |
| skok w dal                    | 8,73       | Irving Saladino                                                                                          | Hengelo               | 24 maja 2008         |
| skok w dal                    | 8,40       | Douglas de Souza                                                                                         | São Paulo             | 15 lutego 1995       |
| trójskok                      | 17,90      | Jadel Gregório                                                                                           | Belém                 | 20 maja 2007         |
| pchnięcie kulą                | 22,61      | Darlan Romani                                                                                            | Palo Alto             | 30 czerwca 2019      |
| rzut dyskiem                  | 70,29      | Mauricio Ortega                                                                                          | Vila Nova de Cerveira | 22 lipca 2020        |
| rzut młotem                   | 78,63      | Wagner Domingos                                                                                          | Celje                 | 19 czerwca 2016      |
| rzut oszczepem                | 91,00      | Luiz Maurício da Silva                                                                                   | São Paulo             | 3 sierpnia 2025      |
| dziesięciobój                 | 8393 pkt   | Carlos Chinin                                                                                            | São Paulo             | 9 czerwca 2013       |

## Kobiety
| Konkurencja                   | Rezultat   | Zawodniczka | Miejsce uzyskania     | Data              |
| ----------------------------- | ---------- | --- | --------------------- | ----------------- |
| bieg na 100 m                 | 10,91      | Rosângela Santos | Londyn                | 6 sierpnia 2017   |
| bieg na 200 m                 | 22,47      | Vitória Cristina Rosa | Eugene                | 19 lipca 2022     |
| bieg na 400 m                 | 49,64      | Ximena Restrepo | Barcelona             | 5 sierpnia 1992   |
| bieg na 800 m                 | 1:56,68    | Letitia Vriesde | Göteborg              | 13 sierpnia 1995  |
| bieg na 1000 m                | 2:32,25    | Letitia Vriesde | Berlin                | 10 września 1991  |
| bieg na 1500 m                | 4:05,67    | Letitia Vriesde | Tokio                 | 31 sierpnia 1991  |
| bieg na milę                  | 4:27,41    | Joselyn Brea | Monako                | 21 lipca 2023     |
| bieg na 2000 m                | 5:50,21    | María Pía Fernández | Monako                | 12 lipca 2024     |
| bieg na 3000 m                | 8:43,26    | Joselyn Brea | Chorzów               | 16 lipca 2023     |
| bieg na 5000 m                | 14:36,59   | Joselyn Brea | Los Angeles           | 17 maja 2024      |
| bieg na 5 km                  | 15:39      | Carmem de Oliveira | Albany                | 6 czerwca 1992    |
| bieg na 10 000 m              | 31:33,07   | Florencia Borelli | San Juan Capistrano   | 16 marca 2024     |
| bieg na 10 km                 | 31:44      | Thalía Valdivia | Herzogenaurach        | 26 kwietnia 2025  |
| półmaraton                    | 1:09:28    | Florencia Borelli | Buenos Aires          | 27 sierpnia 2023  |
| maraton                       | 2:24:18    | Florencia Borelli | Sewilla               | 18 lutego 2024    |
| bieg na 100 km                | 7:20:22    | Maria Venâncio | Cubatão               | 8 sierpnia 1998   |
| bieg na 100 m przez płotki    | 12,49      | Maribel Caicedo | Fayetteville          | 23 maja 2024      |
| bieg na 400 m przez płotki    | 53,69      | Gianna Woodruff | Eugene                | 20 lipca 2022     |
| bieg na 400 m przez płotki    | 54,80      | Melissa González | Bydgoszcz             | 3 czerwca 2022    |
| bieg na 3000 m z przeszkodami | 9:24,38    | Tatiane Raquel da Silva | Watford               | 11 czerwca 2022   |
| sztafeta 4 × 100 m            | 42,29      | Brazylia · Evelyn dos Santos · Ana Cláudia Silva · Franciela Krasucki · Rosângela Santos                                                                                              | Moskwa                | 18 sierpnia 2013  |
| sztafeta 4 × 200 m            | 1:35,91    | Ekwador · Virginia Villalba · Anahí Suárez · Marizol Landázuri · Ángela Tenorio | Jokohama              | 12 maja 2019      |
| sztafeta 4 × 400 m            | 3:26,68    | Brazylia (BM&F Bovespa) · Geisa Coutinho · Bárbara de Oliveira · Joelma Sousa · Jailma de Lima                                                                                        | São Paulo             | 7 sierpnia 2011   |
| sztafeta maratońska           | 2:32:55    | Brazylia · Ana Claudia de Souza · Maria Lúcia Alves Vieira · Célia Regina Ferreira dos Santos · Rosângela Raimunda Faria Pereira · Solange Cordeiro de Souza · Selma Cândida dos Reis | Manaus                | 18 kwietnia 1998  |
| chód na 10 000 m              | 42:02,99   | Sandra Arenas | Trujillo              | 25 sierpnia 2018  |
| chód na 20 000 m              | 1:29:07,5h | Mary Luz Andía | São Paulo             | 29 lipca 2023     |
| chód na 20 km                 | 1:25:59    | Glenda Morejón | A Coruña              | 8 czerwca 2019    |
| chód na 35 km                 | 2:37:44    | Kimberly García | Dudince               | 25 marca 2023     |
| chód na 50 km                 | 4:11:12    | Johana Ordóñez | Lima                  | 11 sierpnia 2019  |
| skok wzwyż                    | 1,96       | Solange Witteveen | Oristano              | 8 września 1997   |
| skok o tyczce                 | 4,87       | Fabiana Murer | São Bernardo do Campo | 3 lipca 2016      |
| skok w dal                    | 7,26       | Maurren Maggi | Bogota                | 26 czerwca 1999   |
| trójskok                      | 15,74      | Yulimar Rojas | Belgrad               | 20 marca 2022     |
| pchnięcie kulą                | 19,30      | Elisângela Adriano | Tunja                 | 14 lipca 2001     |
| rzut ciężarem                 | 22,48      | Jennifer Dahlgren | Gainesville           | 5 lutego 2006     |
| rzut dyskiem                  | 66,70      | Flor Ruíz | Cuiabá                | 12 maja 2024      |
| rzut młotem                   | 73,74      | Jennifer Dahlgren | Buenos Aires          | 10 kwietnia 2010  |
| rzut oszczepem                | 65,47      | Flor Ruíz | Budapeszt             | 25 sierpnia 2023  |
| siedmiobój                    | 6475 pkt   | Martha Araújo | Götzis                | 1 czerwca 2025    |
| dziesięciobój                 | 6570 pkt   | Andrea Bordalejo | Rosario               | 28 listopada 2004 |

## Mieszane
| Konkurencja             | Rezultat | Zawodnicy                                                                   | Miejsce uzyskania | Data            |
| ----------------------- | -------- | --------------------------------------------------------------------------- | ----------------- | --------------- |
| sztafeta 4 × 400 metrów | 3:14,42  | Kolumbia · Nicolás Salinas · Lina Licona · Daniel Santiago · Evelis Aguilar | Bogota            | 5 kwietnia 2025 |